# منتخب كتالونيا لهوكي الجليد
منتخب كتالونيا لهوكي الجليد هو ممثل كتالونيا الرسمي في المنافسات الدولية في هوكي الجليد .